# Rødkleiva

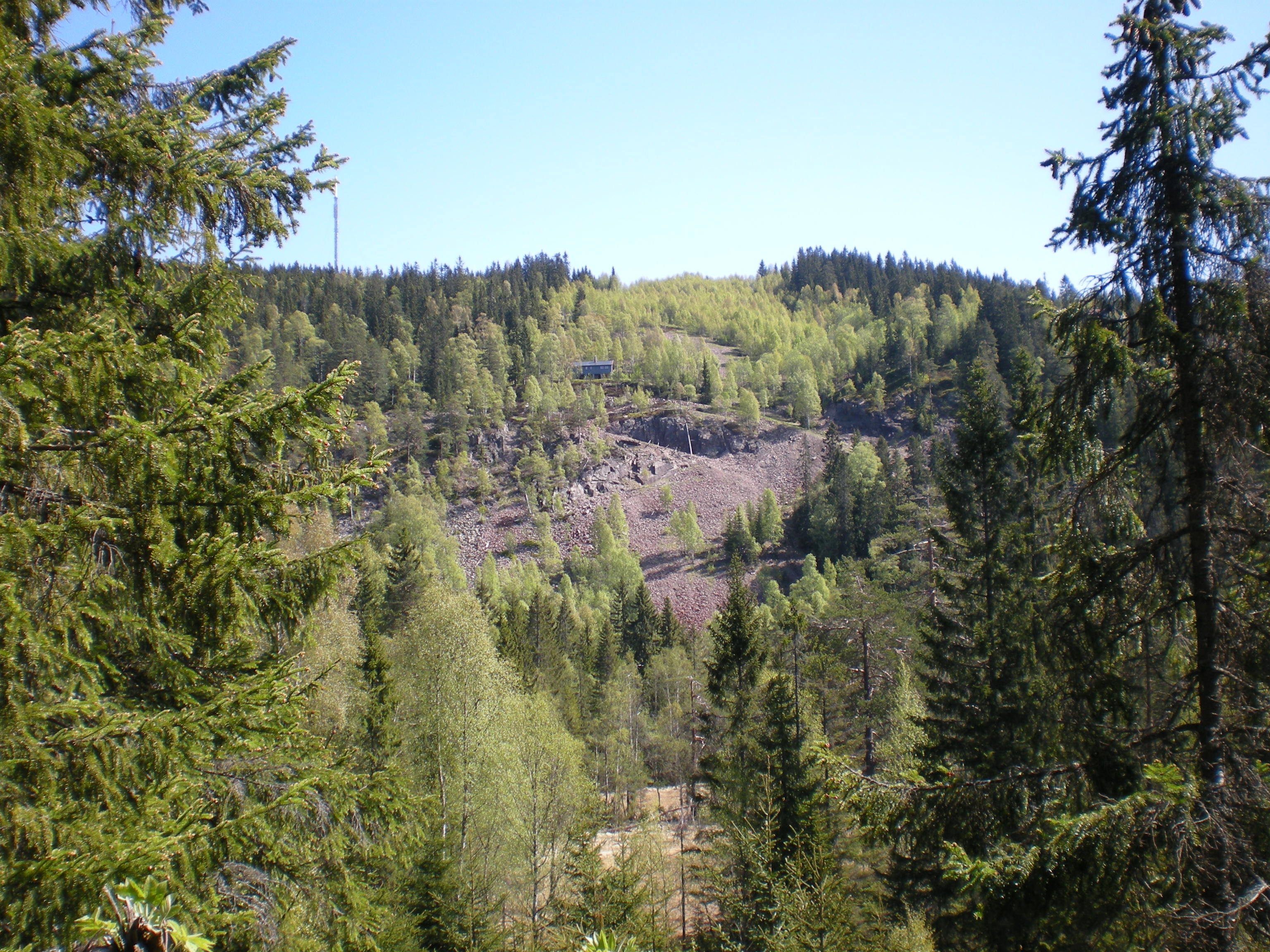
Vue de la colline.

Rødkleiva est un site de sports d'hiver désaffecté situé dans le quartier de Frognerseteren à Oslo en Norvège.

## Histoire
Durant les Jeux olympiques d'hiver de 1952, il accueille les épreuves de slalom en ski alpin. La course était d'environ 425 mètres avec un dénivelé d'environ 170 mètres du départ à l'arrivée.
À la fin des années 1990, il est proposé qu'un tremplin de vol à ski soit construit dans la région. Ce plan a été rendu plus réaliste en 2003 avec la construction qui a été approuvée en avril 2005. Finalement, la construction n'a pas eu lieu.